# 马口四极虫
马口四极虫（学名：Chloromyxum opsariichthysi）为四极科四极虫属的动物。在中国，分布于海南等，营寄生生活，寄生在马口鱼的肝。